# Compsophis infralineatus
Compsophis infralineata eller Compsophis infralineatus är en ormart som beskrevs av Günther 1882. Compsophis infralineata ingår i släktet Compsophis och familjen snokar.
Inga underarter finns listade i Catalogue of Life.
Artens utbredningsområde är Madagaskar. Den lever i öns centrala höglänta delar och på östra sidan. Compsophis infralineata vistas i fuktiga skogar och den jagar groddjur samt små däggdjur. Honor lägger ägg.
Arten är vanligt förekommande men beståndet hotas av skogarnas omvandling till jordbruksmark. IUCN kategoriserar arten globalt som livskraftig. När populationsminskningen fortskrider kan Compsophis infralineata listas med en annan bevarandestatus.